# Karen Brahe
Karen Brahe (1. december 1657 – 27. september 1736 på Østrupgaard, Haastrup) var en dansk adelsfrøken og bogsamler, der blev født på Næsbyholm ved Sorø. Anne Gøye grundlagde samlingen og testamenterede den til Karen Brahe, som videreudbyggede samlingen betydeligt. 

## Karen Brahes Bibliotek
I 1681 arvede hun et bibliotek fra sin morfars søster, Anne Gøye (1609–81), der var datter af Henrik Giøe af Skørringe og Turebygård. Biblioteket indeholdt omkring 1000 trykte bøger og 100 manuskripter, og Brahe begyndte at udvide det.
Den 8. november 1716 grundlagde hun Odense Adelige Jomfrukloster, der var et kloster for ugifte adelskvinder (der nu er en del af Roskilde Kloster), der modtog en kongelig bekræftelse den 15. marts 1717. Hun donerede biblioteket til klostret, og det kendes derfor som Karen Brahes Bibliotek. Bøgerne skulle tilhøre klostret i al evighed, så de unge kvinder der kunne nyde godt af det, men hun åbnede også for, at andre kvinder kunne bruge det.
Hendes største interesse var teologi, hvilket udgør omkring halvdelen af hende bøger. Hun havde også interesse for historie, primært Danmarks historie, og dette emne omfatter omtrent en fjerdedel af bøgerne. Den sidste fjerdedel indeholder mere praktiske bøger som lovsamlinger, medicinske bøger, værker om anatomi, kogebøger og tekstbøger. Der findes også litterære værker, som Anne Gøyes søster Anne Birgitte havde samlet. Blandt berømte bøger i biblioteket er folkevisesamlingen Karen Brahes Folio (E I,1) og Jens Billes visebog (E I,2) der er den næstældste samling af dansk poesi efter Hjertebogen; Leonora Christina Ulfeldts eneste manuskript Heltinders Pryd (C V,1); og en sjælden førsteudgave af Margrethe Lassons Den beklædte sandhed.
Biblioteket er det eneste private danske bibliotek fra 1600-tallet, som har overlevet stort set intakt. Det indeholder i dag omkring 3.400 trykte bøger og ca. indbundne 400 manuskripter samt yderligere omtrent 600 uindbundne håndskrevne dokumenter.
Bogsamlingen indgik i 1974 sammen med inventar og portrætmalerier i fusionen mellem Odense adelige Jomfrukloster og Roskilde adelige Jomfrukloster. Den fortsættende stiftelse, som nu ejer bogsamlingen betegnes Roskilde Kloster, Den Skeel-Juel-Brahe'ske Stiftelse.
Bogsamlingen var i perioden 1907-2010 deponeret under optimale forhold for bevaringsværdige klenodier hos Landsarkivet for Fyn (nu Rigsarkivet). I 2010 opsagde stiftelsen deponeringen af samlingen, og bogsamlingen blev deponeret på det kommunale Roskilde Bibliotek, hvor bøger og håndskrifter opbevares under særligt sikrede forhold. Til forskningsmæssige formål kan man få adgang til samlingen ved kontakt til Roskilde Kloster.